# (466511) 2014 OH187
(466511) 2014 OH187 es un asteroide perteneciente al cinturón de asteroides, descubierto el 22 de agosto de 2004 por el equipo Spacewatch desde el Observatorio Nacional de Kitt Peak (Arizona, Estados Unidos).